# Halahhu

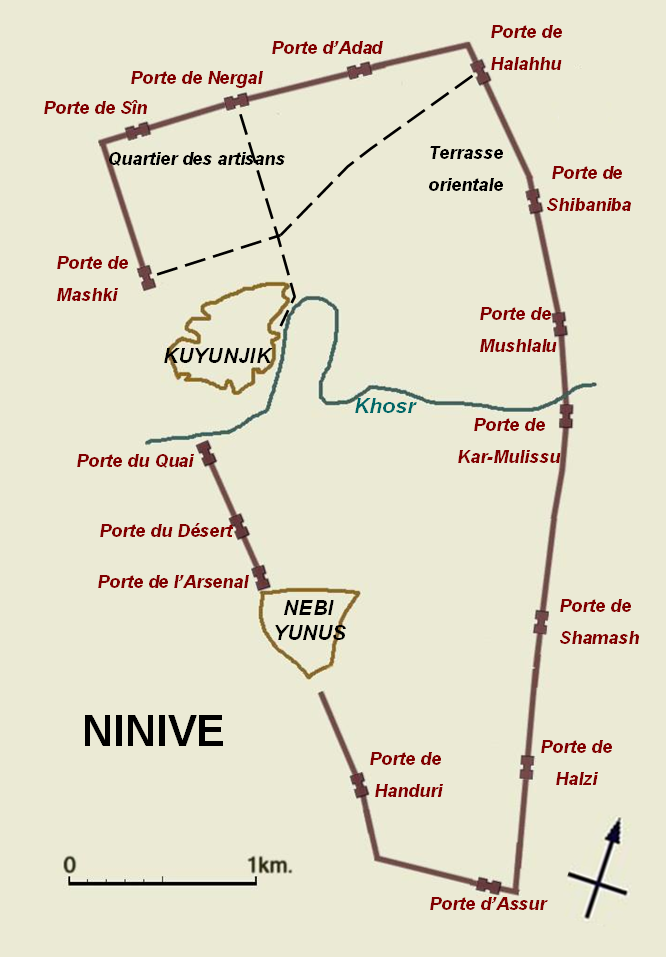
Mapa Niniwy z zaznaczonym przebiegiem murów miejskich i rozmieszczeniem bram (w tym Bramy Halahhu).

Halahhu (Ḫalaḫḫu, wsp. Tell ’Abbāsīja w Iraku?) – starożytne miasto w Asyrii, leżące na północny wschód od Niniwy, najprawdopodobniej w pobliżu Dur-Szarrukin, ale jego dokładna lokalizacja nie jest znana. W okresie średnioasyryjskim było stolicą asyryjskiej prowincji o tej samej nazwie. W okresie nowoasyryjskim Halahhu przestało być stolicą prowincji, gdyż najprawdopodobniej leżało zbyt blisko Niniwy, ale pozostało stolicą jednego z administracyjnych dystryktów. Jedna z północno-wschodnich bram w Niniwie, która wiodła do Halahhu i Dur-Szarrukin, nazwana została Bramą Halahhu. Dystrykt Halahhu identyfikowany jest z biblijnym Chalach, do którego asyryjski król Sargon II miał przesiedlić Izraelitów (2 Krl 17:6; 2 Krl 18:11; 1 Krn 5:26).